# 寿桂尼

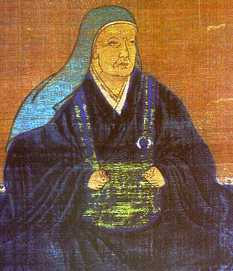
寿桂尼

寿桂尼（じゅけいに、? - 永禄11年3月14日（1568年4月11日）は、戦国時代の女性。駿河国の戦国大名・今川氏親の正室。藤原北家、勧修寺流の中御門家（公家）の出自で、父は権大納言・中御門宣胤。弟に中御門宣秀、妹は山科言綱の正室・黒木の方。子に今川氏輝、今川義元、瑞渓院（北条氏康室）など。名は不詳。夫・氏親の死後、剃髪して翠光院寿桂（後に長膳院）と号し、大方殿と称された。氏親、氏輝、義元、氏真の4代にわたって今川氏の政務を補佐し、「尼御台（あまみだい）」と呼ばれた。

## 生涯
氏親に嫁いだ年は、永正5年（1508年）とされてきたが、米原正義により永正2年（1505年）とする説が出されている。最初に吉良義堯室（徳蔵院）を生んだ。後に、永正10年（1513年）に長男の氏輝、次男の彦五郎、永正17年（1519年）には五男の義元を出産する。ただし、氏親の子女については諸説あり、寿桂尼の子として確定しているのは、吉良義堯室・中御門宣綱室・今川氏輝・瑞渓院（北条氏康室）・今川彦五郎の5名である（義元の生母に関する異論は今川義元#義元の実母に関する新説を参照のこと）。
寿桂尼は晩年病床にあった夫の氏親を補佐しており、黒沢脩は氏親が十年余の間、病床にあったことから大永6年（1526年）4月に制定された今川氏の分国法である『今川仮名目録』は寿桂尼とその側近が中心となって作成し、氏親の名前で配布したのではないかとしている。しかし、有光友学は仮名交じり文であるから、今川仮名目録の制定に寿桂尼が関わったとする考えには、「相良氏法度」「塵芥集」「結城氏新法度」など多くの分国法も仮名交じり文であるので一概には言えないとする。一方、黒田基樹は氏親の病状の深刻になったのは、氏親の花押のある文書が見られなくなる大永3年（1523年）とする一方で、危篤になったのは大永6年5月であるとして、死期を悟った氏親が傍らにいたであろう寿桂尼の協力を得て作成したのではないかと推測している。
大永6年（1526年）6月、氏親が病死して氏輝が家督を継いだとき、氏輝はまだ14歳という若年であり、氏輝が16歳になるまでの2年間は、寿桂尼は自身の「歸」（とつぐ）の印判を用いて公的文書を発給し、今川氏の国務を取り仕切った。この印判は寿桂尼が氏親と結婚する際に、中御門宣胤が寿桂尼に与えたとされている。このため、彼女は「尼御台」と呼ばれている。寿桂尼の発給文書は25通が確認されており、そのうちの13通が氏輝の代に出されたものである。また、寿桂尼は甲斐の大名武田晴信とその正室で三条家（公家）の出自である三条の方の縁談を斡旋したという説もある。
天文5年（1536年）3月、氏輝、彦五郎が相次いで死去すると、寿桂尼は、出家して栴岳承芳と名乗っていた義元を還俗させ、側室の子である玄広恵探との間で家督争い（花倉の乱）が起こる。『高白斎記』の記述にある「同心シテ」という文と、次男・彦五郎の死の真相の解釈を巡って、寿桂尼はこの乱において実子である義元の側でなく、玄広恵探に与していたという説もある。更にそもそも義元も寿桂尼の実子ではなく側室の子であるとする新説も出されている。義元が乱を制して家督を継ぐと、これを補佐した。
北条氏規が今川氏への人質として駿府に送られた際には、実の祖母にあたる寿桂尼が預かって養育する形が取られた。『言継卿記』弘治2年10月2日条には寿桂尼が娘（中御門宣綱室）と孫（北条氏規）を連れて駿河湯山に湯治に出かけたことが記されている。
永禄3年（1560年）5月、義元が桶狭間の戦いで織田信長に敗れて戦死し、孫の氏真が当主となった後も政治に関わっている。
永禄11年（1568年）3月14日、寿桂尼は今川氏没落の最中、今川館にて死去した。没年は婚姻の年齢から推測すると、80歳代中ごろと思われる。
「死しても今川の守護たらん」という遺命により、今川館の鬼門である東北の方角にあたる自らが開基した龍雲寺に埋葬された。戒名は「龍雲寺殿峰林寿桂大禅定尼」。
寿桂尼の死後、今川氏と武田氏の外交関係は手切となり、同年12月には武田氏による今川領国への侵攻が開始された（駿河侵攻）。氏真は駿河を捨て遠江に落ち延びるも、翌年に徳川家康に降伏し、戦国大名としての今川氏は滅びた。

## 墓所
墓所は龍雲寺（静岡県静岡市葵区沓谷三丁目）。同寺の説明板によると、墓所は寺の背後にあって、五輪二基のほか石塔があるが、いずれが寿桂尼の墓であるか定かではないという。

## 寿桂尼を題材にした作品
寿桂尼を主人公とする小説
- 永井路子『姫の戦国』（文春文庫）

寿桂尼が登場するテレビドラマ
- 武田信玄（1988年 NHK大河ドラマ、演：岸田今日子） 作中では1569年の今川家滅亡の際も生存して描かれた。
- 風林火山（2007年 NHK大河ドラマ、演：藤村志保）
- おんな城主 直虎（2017年 NHK大河ドラマ、演：浅丘ルリ子）